# Quintus Lutatius Catulus (consul en -102)
Pour les articles homonymes, voir Quintus Lutatius Catulus.
Quintus Lutatius Catulus, né vers 150 av. J.-C. et mort en 87 av. J.-C., est un homme politique romain de la fin du IIe et du début du Ier siècle av. J.-C.
En 102 av. J.-C., il devient consul avec Caius Marius. L'année suivante, ils battent et anéantissent ensemble les Cimbres à la bataille de Verceil, célébrant un triomphe conjoint bien que Marius s'attribue seul le mérite de la victoire. Il prend le parti de Sylla dans sa lutte contre Marius, et est poussé au suicide par les partisans de ce dernier en l'an 87 av. J.-C.
Catulus est connu aussi comme orateur et comme poète et écrivain, mais il ne reste pratiquement rien de ses écrits.

## Ascendance
Catulus appartient à la gens Lutatia, famille plébéienne qui s'illustre à partir de la première guerre punique, avec les frères Caius Lutatius Catulus et Quintus Lutatius Catulus Cerco consuls respectivement en 242 et 241 av. J.-C.. Le fils du premier, Caius Lutatius Catulus, est consul en 220 av. J.-C.
Il est le fils d'un autre Quintus Lutatius Catulus et de Poppilia. Celle-ci s'étant remariée avec Lucius Julius Caesar II, il est le frère utérin de Caius Julius Caesar Strabo Vopiscus et de Lucius Julius Caesar III.

## Biographie

### Début de carrière
Il est préteur au plus tard en 109 selon les dispositions de la lex Villia. 
Il échoue peut-être par trois fois aux élections consulaires, pour les années 106 à 104, notamment face à Cnaeus Mallius Maximus,. Cicéron dit de lui qu'il est « issu d'une de nos premières familles, le plus vertueux et le plus sage des hommes ».

### Consulat (102) et proconsulat (101)

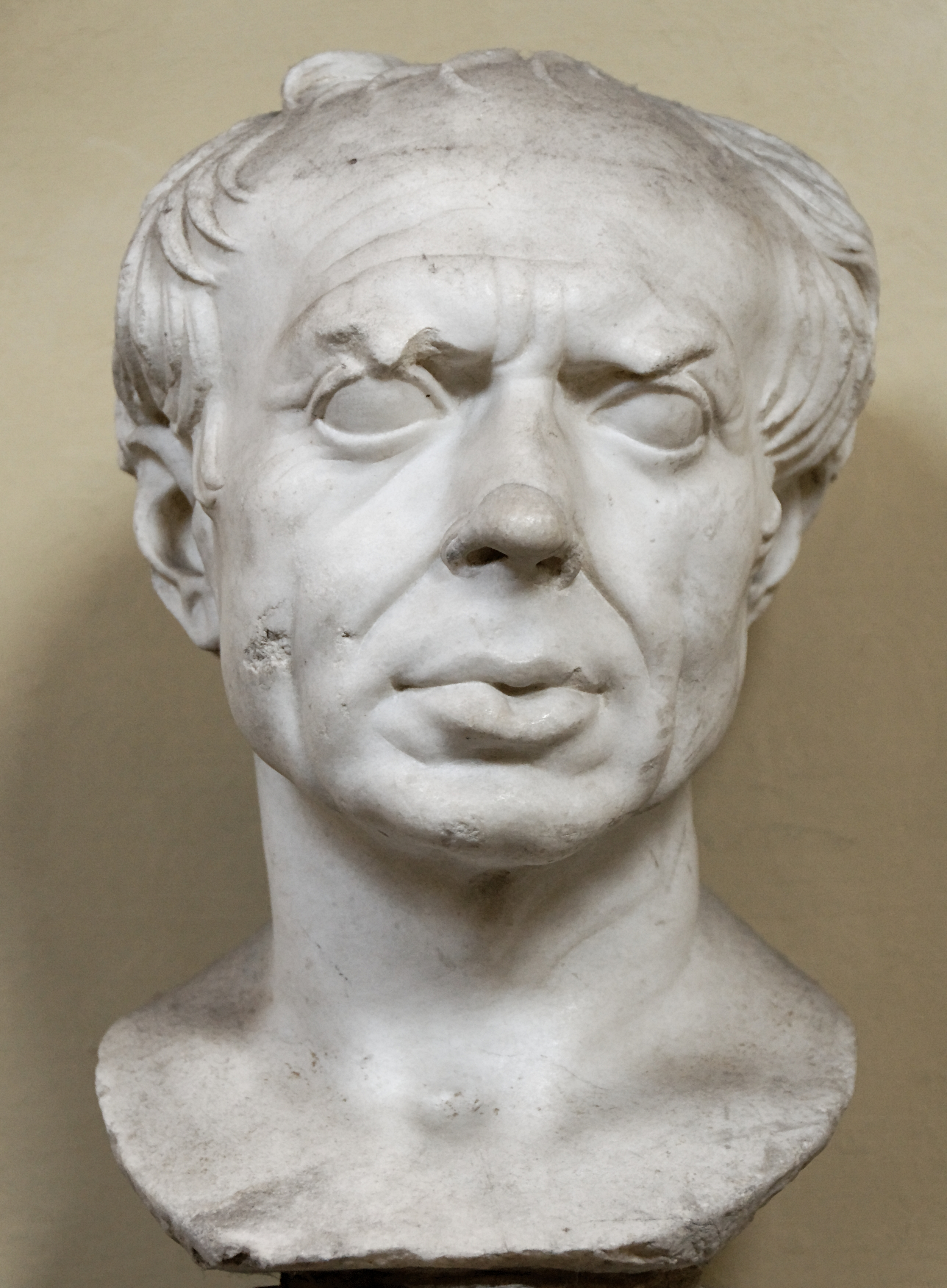
Buste présumé de Caius Marius, Musée Chiaramonti, Rome.

Il est consul en 102 avec Caius Marius réélu pour la troisième fois consécutive pour vaincre les Germains dans le cadre de la guerre des Cimbres. François Hinard dit de Catulus qu'il est « un noble personnage, empreint de culture grecque, et qui a une assez bonne réputation ».
Lorsque les Germains menacent à nouveau la péninsule italienne, Caius Marius fait face aux Teutons et Ambrons en Gaule, les anéantissant à la bataille d'Aix. Son collègue au consulat, Catulus, est chargé de barrer les cols des Alpes aux Cimbres, qui suivent le Rhin pour passer par le col du Brenner en Vénétie, mais avec une armée insuffisante, seulement deux légions non aguerries, trois fois inférieur en nombre à celle de Marius. Il s'adjoint Sylla comme légat, ce dernier préférant s'associer à Catulus plutôt que de continuer d'évoluer sous Marius, et Sylla fait encore ses preuves en soumettant des tribus gauloises dans les montagnes et en mettant en place un système de renseignement afin d'anticiper les mouvements des Germains. Catulus et Sylla essuient plusieurs revers et ne parviennent pas à empêcher les Cimbres de franchir les Alpes ni l'Adige, mais ralentissent l'armée germaine tout en limitant les pertes.
En 101, Caius Marius est à nouveau consul tandis que Catulus est prolongé dans son commandement comme proconsul, Sylla restant légat de ce dernier. C'est à Marius que revient le commandement suprême de toutes les légions romaines pour faire face aux Cimbres, qui sont écrasés à la bataille de Verceil le 30 juillet. Catulus et Sylla sont placés au centre du dispositif romain, qui supporte l'effort décisif de la bataille. Mais Marius s'arroge la victoire aux yeux de la postérité, provoquant une polémique et une inimitié définitive entre les deux chefs.
Marius et Catulus ont droit tous les deux droit au triomphe, organisé conjointement. Marius ne reconnaît pas à Catulus une part déterminante dans la victoire, mais il craint peut-être la réaction des soldats de Catulus, qui ont subi le choc de l'ennemi, s'ils ne sont pas associés à la cérémonie.
Catulus fait ériger le temple B du Largo di Torre Argentina sur le Champ de Mars en remerciement à la déesse Fortuna pour sa victoire à Verceil,,.

### Fin de carrière
À partir de 101, Catulus se situe du côté des aristocrates conservateurs menés par le princeps senatus Marcus Aemilius Scaurus et le consulaire Quintus Caecilius Metellus Numidicus, les optimates, en lutte contre les populares. Il est un des consulaires qui participe à la défense de la République contre la rébellion armée lancée par tribun de la plèbe populares Lucius Appuleius Saturninus,.
En 91, il soutient le tribun Marcus Livius Drusus.
En 90, il est probablement légat lors de la guerre sociale.

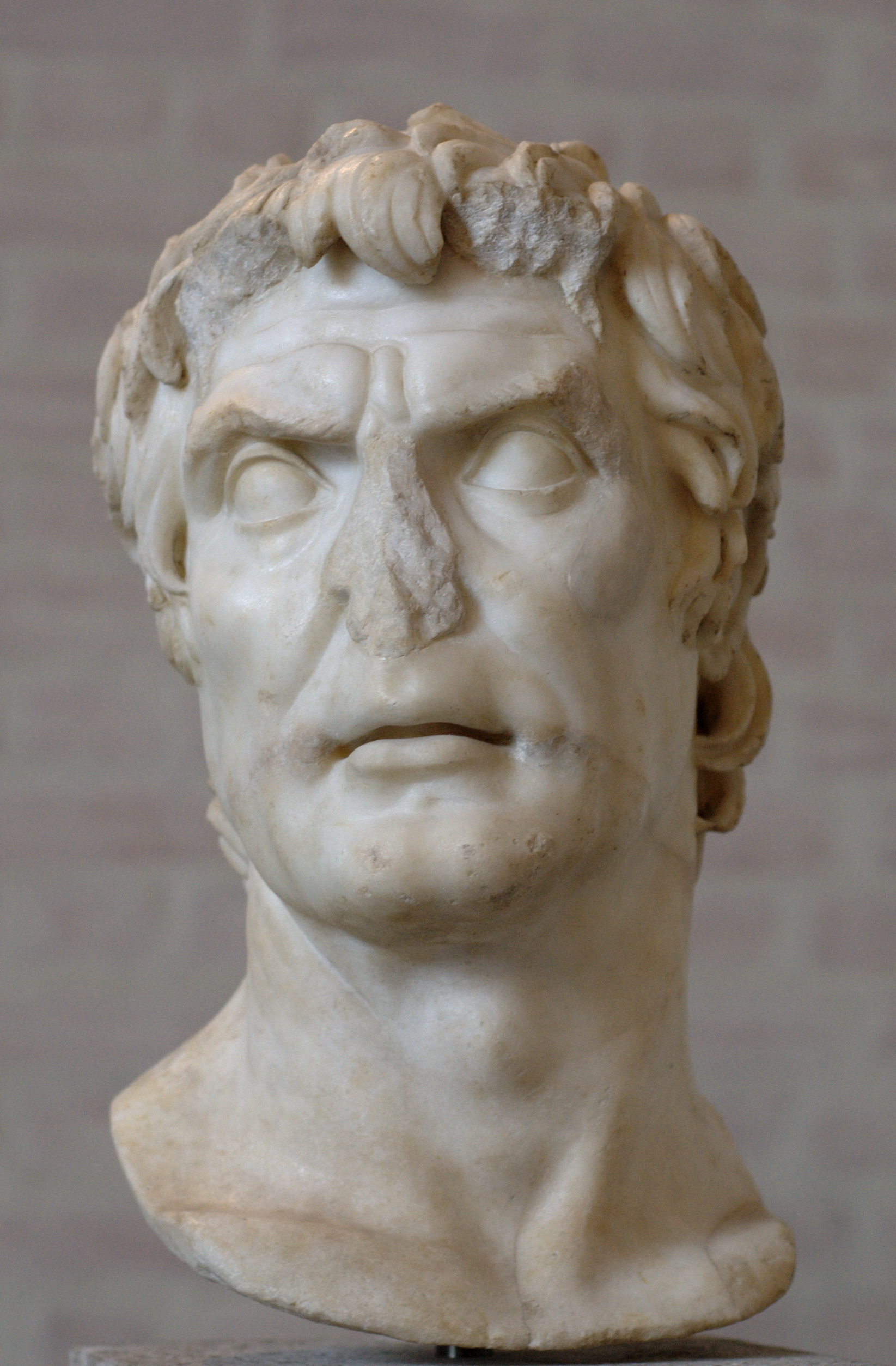
Pseudo-« Sylla », copie d'époque augustéenne.

En 88, Catulus soutient Sylla dans la guerre civile contre Caius Marius.
En 87, alors que Marius et Cinna s'apprêtent à assiéger Rome, il est envoyé par le Sénat avec son fils ainsi que Marcus Antonius Orator convaincre Quintus Caecilius Metellus Pius de traiter avec les Samnites qui ravagent la Campanie, dans la continuité de la guerre sociale et profitant de la guerre civile romaine. Les négociations avec les Samnites échouent, et Metellus doit laisser sur place des forces armées qui auraient été utiles pour faire face aux partisans de Marius.
Quand les partisans de Marius prennent le contrôle de Rome, Catulus est accusé de haute trahison par le tribun de la plèbe Marcus Marius Gratidianus, le neveu de Marius. Plutôt que de comparaitre dans une humiliante parodie de justice, et ne parvenant pas à obtenir la pitié de son ancien collègue Marius, ayant pour réponse qu'« il faut mourir », Catulus se suicide par asphyxie en s'enfermant dans une pièce de sa demeure avec un réchaud de charbon de bois,,,. Sa maison se situait sur le Palatin et fera ultérieurement partie du complexe augustéen ; Catulus y exposait un taureau de bronze pris aux Cimbres.
En 82, Marcus Marius Gratidianus est mis à mort par Catilina. Le supplice a lieu dans le quartier du Janicule, devant la tombe de Lutatius Catulus, et semble avoir eu le caractère d'un sacrifice expiatoire. Il a aussi une valeur symbolique pour les Romains, deux autres sénateurs étant assassinés au même endroit, au nom de la République que Catulus avait sauvée avec Marius en 101.

## Mariages et descendance
Sa première épouse est une Domitia Ahenobarba, probablement la fille de Cnaeus Domitius Ahenobarbus, consul en 122, vainqueur des Gaulois Allobroges l'année suivante et censeur en 115 av. J.-C., puisque son fils le pontifex maximus Cnaeus Domitius Ahenobarbus est l'oncle de Quintus Lutatius Catulus selon un fragment d'un discours de Cicéron, fils du couple né vers 125/120. Partisan de Sylla, il sera consul en 78, censeur en 65 et aura le surnom de « Capitolinus » pour avoir pris en charge la restauration du Capitole.
Sa deuxième épouse est une Servilia Caepionis, ils ont comme enfant Lutatia qui épouse Quintus Hortensius Hortalus, puisqu'il est le gendre de Catulus selon Cicéron.
Sa troisième épouse est une Claudia, attestée comme étant son épouse à sa mort. Il l'épouse peut-être pour avoir le soutien de Caius Marius pour son élection au consulat en 102. Elle serait alors la fille de Marcus Claudius Marcellus, préteur en 105, ami et légat de Marius.

## L'orateur et l'écrivain
Catulus est admiré de Cicéron pour l'ampleur de sa culture hellénique. Il parle et écrit parfaitement le grec. Son éloquence est pleine de douceur et de charme. Cicéron en fait l'un des interlocuteurs des livres II et III du De oratore et l'évoque dans les Tusculanes.
Il est, avec Valerius Aedituus, le fondateur de ce que l'on appellera « la poésie sentimentale ». Il compose aussi des Mémoires sur son consulat (Liber de consulatu et de rebus gestis).
Il est encore apprécié au IIe siècle, et présenté comme un poète érotique par Pline le Jeune et Apulée,,.
Il ne subsiste de ses écrits que quelques citations.

## Le cercle littéraire de Lutatius Catulus
L'idée qu'il existait un véritable cercle littéraire autour de Lutatius Catulus a été avancée à la fin du XIXe siècle par le philologue allemand Richard Büttner et reprise par de nombreux historiens de la littérature latine après lui. Elle a été mise en doute notamment en 1948. Aujourd'hui, les opinions sont nuancées, mais l'existence d'un groupe dont Lutatius Catulus aurait été le protecteur est admise par certains.
Ce cercle aurait compris les poètes Valerius Aedituus et Porcius Licinus, cités à côté de Catulus par Aulu-Gelle et Apulée,. Dans l'entourage de Catulus, il y a aussi le poète Archias, qui vivait dans la maison de Catulus selon Cicéron et le poète Aulus Furius, qui est le familier (familiaris) de Catulus toujours selon Cicéron.